# Staavia verticillata
Staavia verticillata är en tvåhjärtbladig växtart som först beskrevs av Carl von Linné d.y., och fick sitt nu gällande namn av Neville Stuart Pillans. Staavia verticillata ingår i släktet Staavia och familjen Bruniaceae. Inga underarter finns listade.